# Pinzgauer
El Pinzgauer es una familia de vehículos militares todo terreno de alta movilidad 4x4 y 6x6. 
El vehículo originalmente fue desarrollado a finales de la década de 1960 y manufacturado por Steyr-Daimler-Puch de Graz, Austria. Su nombre fue tomado de la raza de caballos austriaca Pinzgauer. 
Fue popular entre los compradores militares, y continuó en producción durante el siglo XX. En 2000 sus derechos fueron vendidos a Automotive Technik Ltd (ATL) del Reino Unido. ATL y tras sucesivas adquisiciones, cayó en manos de BAE Systems plc . La producción fue retomada en Inglaterra, en una planta ubicada en Guildford, Surrey, para el ejército del Reino Unido, por parte de la firma BAE Systems Land & Armaments; la que luego, ante su pobre desempeño frente a dispositivos explosivos artesanales y minas antimaterial interrumpió la manufactura del Pinzgauer al ponerse de manifiesto su vulnerabilidad en Afganistán. 

## Primera generación
El prototipo original fue desarrollado alrededor de 1969 y la producción empezó en 1971, como un sucesor del vehículo ligero multipropósito todo terreno de Steyr-Daimler-Puch Haflinger 700 AP 4x4. El modelo de primera generación del Pinzgauer (710, 712) fue producido hasta 2000 por Steyr-Daimler-Puch en la ciudad de Graz, Austria, estuvo en uso en muchos ejércitos en todo el mundo como Austria, Suiza, Reino Unido, Arabia Saudí, Tailandia, Albania, y Bolivia. Cuando el millonario australiano Mr. Stronach tomó el control mayoritario de la división de todo terrenos de Steyr-Daimler-Puch, dio los derechos de construcción del Steyr Pinzgauer a Automotive Technik Ltd (ahora BAE). A 2009, en la planta de Graz se construyen los vehículos todo terreno Mercedes-Benz G Wagon / Puch G.
El Pinzgauer es uno de los vehículo todo terreno más capaces jamás construido. Aunque no tan rápido (110 km/h) como el norteamericano Humvee, puede transportar más tropas. Incluso la versión más pequeña, el 710M, puede transportar 10 personas o 2 palets de la OTAN. Tanto el modelo 4x4 como el 6x6 pueden remolcar 5000 kg por carretera; y 1500 kg y 1800 kg, respectivamente, off-road. El depósito de combustible tiene un alcance de 400 km, y cerca de 700 km con el tanque de 125 litros opcional. La primera generación del Pinzgauer está disponible tanto en las versiones de tracción a las cuatro ruedas (4x4) (modelo 710) o tracción a las seis ruedas (6x6) (modelo 712).
El Pinzgauer fue diseñado para ser fiable y fácil de reparar; está propulsado por un motor de gasolina refrigerado por aire con dos carburadores Zenith 36 mm NDIX, siendo este motor específicamente diseñado para este vehículo; tiene más de una bomba de aceite, para que el motor no quede desabastecido de aceite sin importar en cómo esté orientado el vehículo.
El diseño del chasis contribuye a su elevad movilidad, con un eje central de chasis con cambio diferencial (transaxle) que distribuye más igualitariamente el peso, y mantiene el centro de gravedad tan bajo como es posible. Los mecanismos diferenciales son unidades selladas que requieren una mínima lubricación adicional. Los ejes de las ruedas del Pinzgauer, como los del Unimog, no están centrados sino elevados del centro geométrico de la rueda (tecnología portal axles) para proporcionar más espacio ante el paso de obstáculos. El 710 4x4 fue la variante más popular, pero el Pinzgauer fue diseñado para tener muy buenas capacidades en la configuración 6x6 desde el principio. La suspensión trasera en la parte posterior del 6x6 712 está diseñada para proporcionar la máxima tracción en las circunstancias más extremas así como sus mayores capacidades de remolque, carga y habilidades off-road.
Durante su producción desde 1971 hasta 1985, se construyeron 18 349 vehículos modelo 710 y 712 y fueron vendidos tanto a clientes civiles como militares.

### Variantes

#### 710 4x4

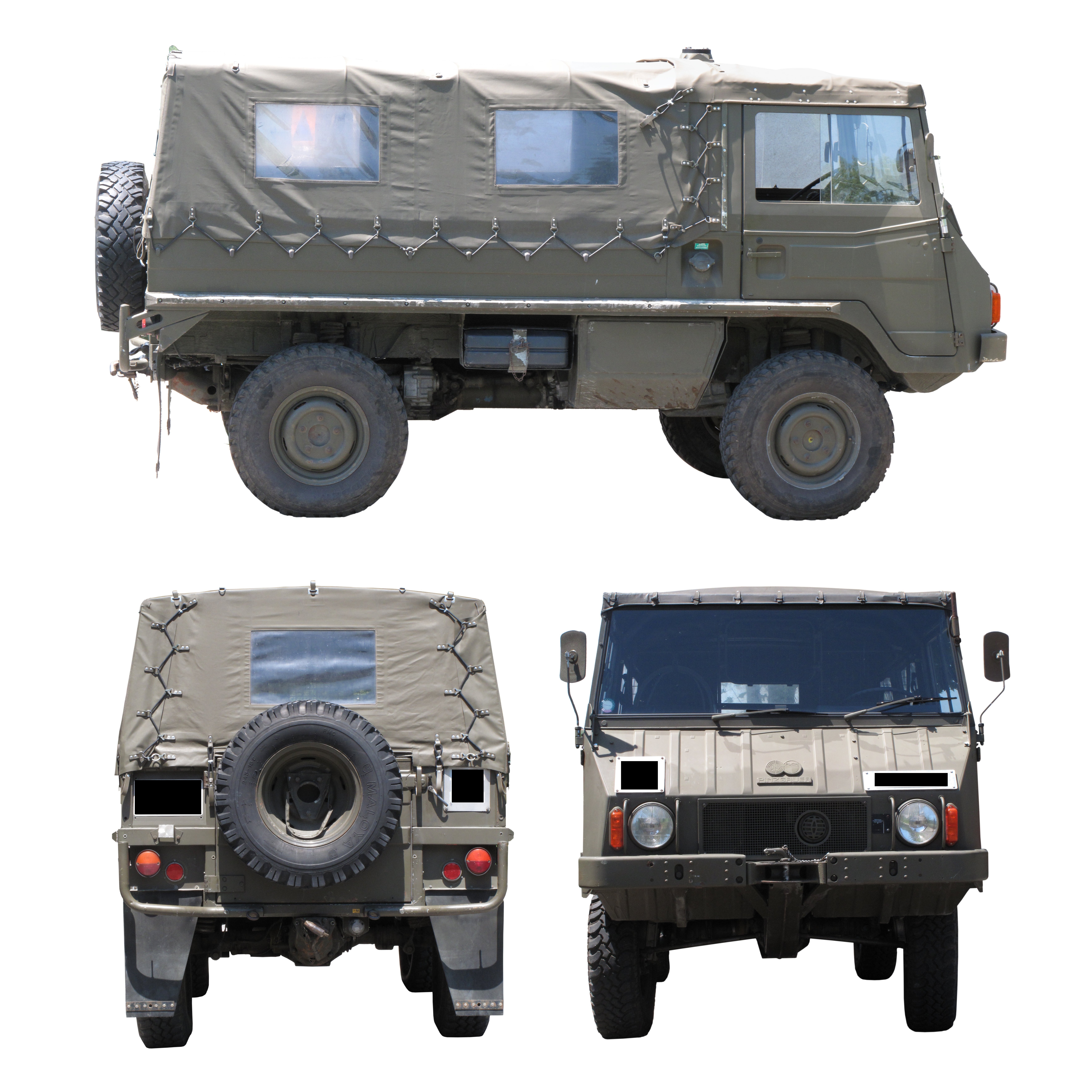
Modelo Pinzgauer 710M 4x4.

| M     | capota con asientos traseros (10 pasajeros en total) |
| T     | portador de camilla plana                            |
| K     | vehículo de 5 puertas station wagon (capota dura)    |
| AMB-Y | ambulancia de tres puertas                           |
| AMB-S | ambulancia de techo removible                        |

#### 712 6x6
| M     | capota con asientos traseros     |
| T     | portadora plana                  |
| FW    | camión de bomberos               |
| K     | vehículo 5 puertas station wagon |
| W     | taller con capota aire-portable  |
| DK    | pickup de 4 puertas con cabina   |
| AMB-S | ambulancia, con capota removible |

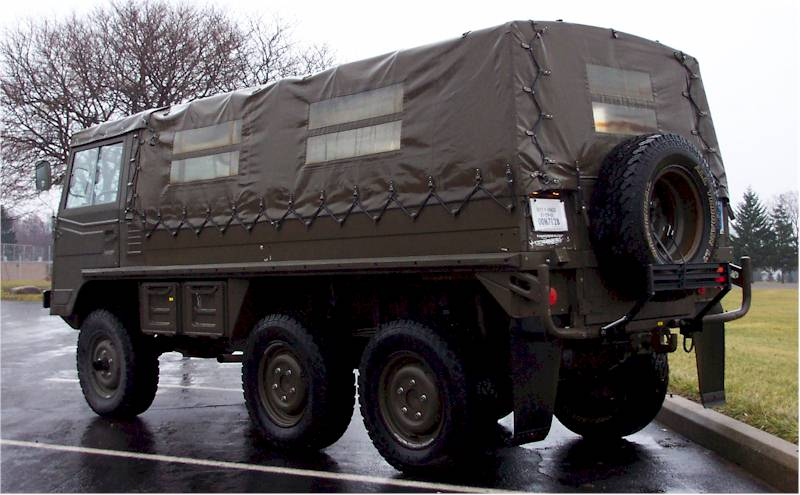
Modelo Pinzgauer 712M 6x6.

Los tipos más comunes son tanto "K" (capota dura) como "M" (capota de lona).

### Especificaciones
Todos los Pinzguaer de primera generación están equipados con:
- motor de 2.5 litros de cuatro cilindros en línea refrigerado por aire. Una excepción fue hecha para ciertas variantes del 712 al final de su producción que venía con un motor de cuatro cilindros en línea refrigerado por aire de
  - evaluación DIN de la potencia motriz: 65 kW, 105 CV
  - Torque: 180 Nm
- transmisión manual de cinco velocidades y dos velocidades de transferencia
- Tracción a las cuatro ruedas o tracción a las seis ruedas con bloqueos diferenciales hidráulicos
- Suspensión independiente
- Chasis de eje central[2]
- Diferenciales integrados
- Sistema eléctrico de 24 voltios
- Frenos de vacío de tambor asistidos
- Ejes levantados (portal axles) para mayor espacio ante obstáculos

## Segunda generación
En 1980, Steyr-Daimler-Puch empezó el desarrollo de una segunda generación del Pinzgauer. Después de seis años de investigación y desarrollo, las segunda generación Pinzgauer II salía de la cadena de ensamblaje en 1986. En 2000, Magna, quien adquirió Steyr-Daimler-Puch, vendió sus derechos a Automotive Technik del Reino Unido. El Pinzgauer es ahora propiedad de BAE Systems Land Systems quien lo produjo en Guildford, Surrey.
El modelo de tracción motriz a las cuatro ruedas (4x4) fue llamado 716, y el modelo de tracción motriz a las seis ruedas (6x6) fue llamado 718. Se siguió utilizando el mismo cuerpo de denominaciones por letra. El nuevo 716 tiene una capacidad de carga equivalente a la del viejo 712, y el 712 tiene una capacidad de carga similarmente superior.
Existían una pocos cambios menores en el diseños del Pinzgauer II:
- Motor diésel de seis cilindros en línea del Grupo Volkswagen de turbo inyección directa TDI
- Transmisión automática de cuatro velocidades ZF Friedrichshafen, o transmisión manual de cinco velocidades[2]
- Neumáticos ligeramente más ancho
- Frenos de disco

El motor del vehículo de segunda generación tuvo varias revisiones menores, a diferencia del de la primera generación que tuvo el mismo diseño en toda su producción. La primera generación de Pinzgauers fueron diseñados P80 (1980). Tuvo una revisión en 1990 (P90), 1993 (P93), y un cambio de motor de combustión interna en 2002. Esto fue un nuevo motor de turbo inyección directa (TDI) para adaptarse a las nuevas normas Euro3 de emisión de gases contaminantes.

## Mercado mundial

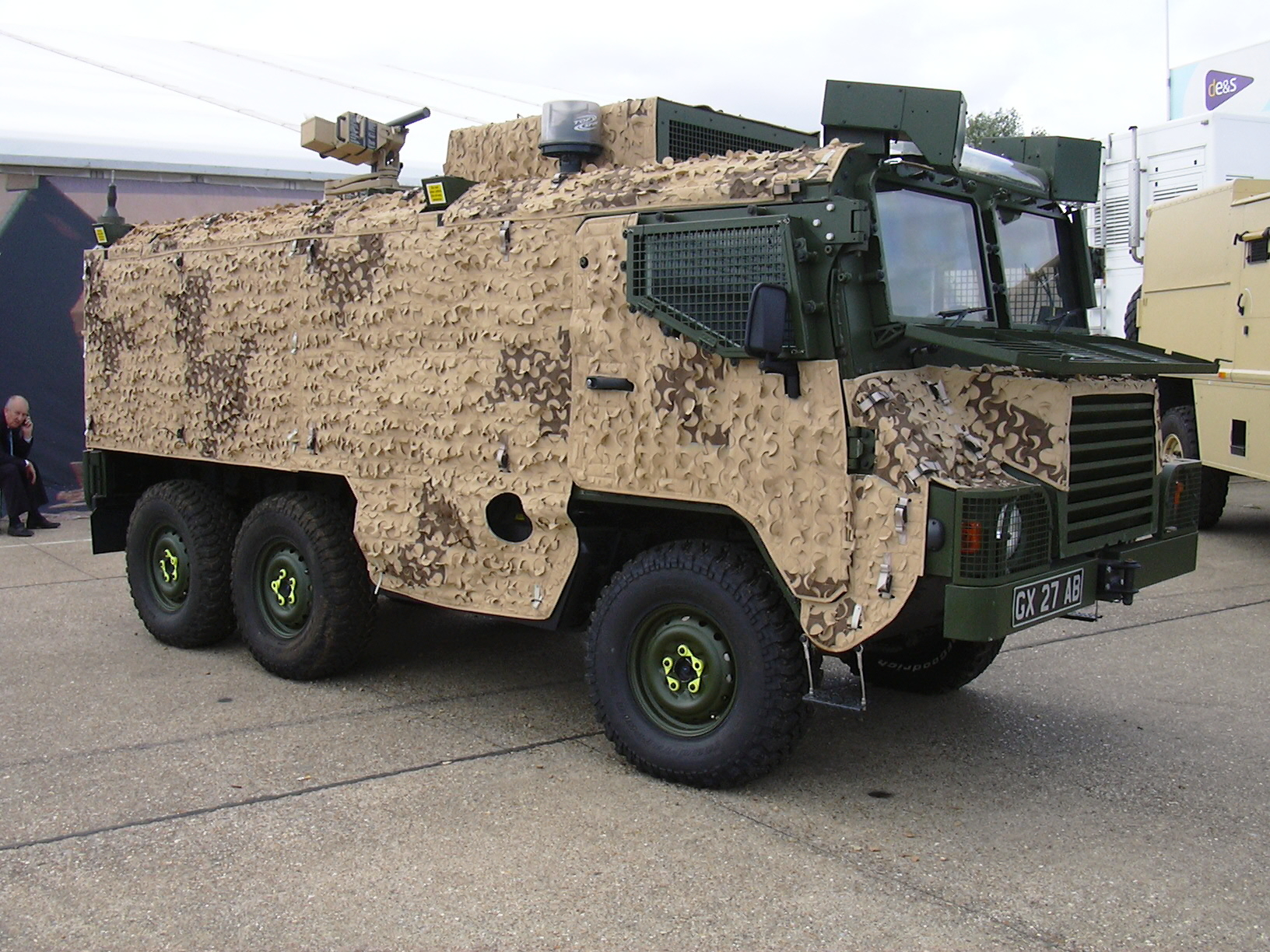
Pinzgauer Vector del Ejército Británico.

El Pinzgauer ha ido remplazando cada vez más al vehículo Land Rover Defender como vehículo militar en el Reino Unido; a pesar de su elevado coste de más 100 000 US$ por unidad. El Pinzgauer (o Pinz como es conocido por los soldados británicos) es más conocido en las unidades de Artillería Real debido a su uso como tractor de artillería.
Una nueva versión denominada "Vector" entró en servicio en el Ejército Británico a principios de 2007, como parte de un esfuerzo para proporcionar más seguridad a las vehículos de patrulla en Afganistán. Sin embargo, el Vector probó tener suspensiones poco fiables y deficiencias en los cubos de las ruedas así como pobre protección contra minas y explosivos improvisados. Rápidamente perdió la confianza de los mandos en el terreno y fue retirado del servicio.
El Pinzgauer también es la base del para las estaciones tácticas sobre el terreno (TSG - Tactical Ground Station), elemento del radar ASTOR (Raytheon Systems Limited Airborne Standoff). El TSG comprende dos vehículos como estaciones de trabajo, un vehículo de apoyo, y un vehículo estándar utilitario.
Muchos Pinzgauers fueron vendidos a fuerzas armadas (inicialmente austríacas y suizas) para ser utilizados como vehículos militares no tácticos. Los roles militares típicos son camión utilitario general, vehículos de comando, transporte de tropas, ambulancia, vehículo de remolque. Cometidos muy parecidos al de otros vehículos del mercado civil como el Land Rover en el Reino Unido, el Blazer CUCV en EE. UU., y el Mercedes G en muchos países europeos.
El Ejército de Nueva Zelanda ha adquirido 312 vehículos Pinzgauer en 8 variantes como Vehículo Ligero Operacional (LOV en inglés).
El Ejército Malayo adquirió 168 vehículos Ton 4x4 716 tractores de obús y 164 vehículos 2 Ton 6x6 718 transporte de morteros para reemplazar los viejos Volvo C303 y Volvo C304 de sus inventarios. Es llamado 'Piglet' por la tropa debido a su diseño.
El Pinzgauer también fue vendido en el mercado civil en todo el mundo para su uso en el campo, camión de granja, ambulancia, camión de bomberos, y vehículo de rescatea. Muchos, acabaron siendo utilizados como camionetas de turistas debido a su gran capacidad de pasajeros, y estable y fiable plataforma. Como camioneta para turistas ha sido utilizado en África, Australia, Sudamérica, Hawái, y otros lugares exóticos. Los Pinzgauer también han sido utilizados extensamente por las compañías de energía para propósitos de exploración de petróleo. Unos pocos Pinzgauers han sido utilizados en competiciones off-road, incluyendo el famoso Rally París-Dakar.

## Usuarios

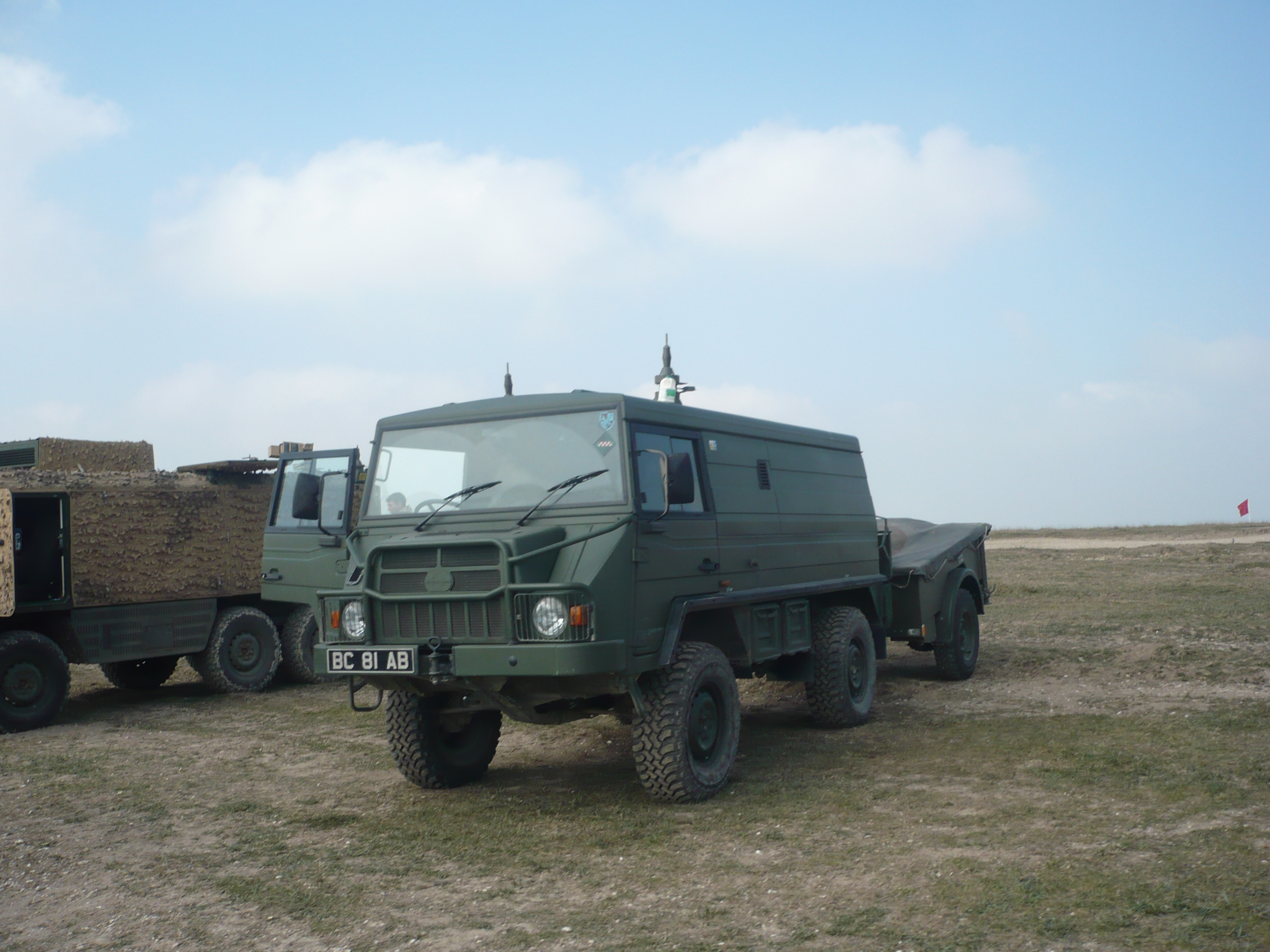
Pinzgauer del Ejército británico.

- Austria
- Arabia Saudita
- Argentina
- Bolivia
- Nueva Zelanda[2]
- Reino Unido[2]
- Lituania
- Venezuela
- Guatemala
- Serbia

## Capacidades del Pinzgauer
El Pinzgauer es un consumado vehículo todo terreno. Sus capacidades, en algunos escenarios, superan las del Humvee y el Land Rover Defender.
- ángulo de enfoque y salida de 45°
- 100 % de pendiente, o hasta pérdida de tracción de los neumáticos
- 700 mm de profundidad de vadeo
- Puede descender paredes de 360 mm
- Pendiente de inclinación de 43,5º
- 1000/1500 kg de carga (4x4/6x6)
- Superación de obstáculos de hasta 335 mm (punto más bajo totalmente cargado)
- Velocidad máxima (4x4): 110 km/h
- Máxima potencia del motor disponible a 4 km/h
- La versión M transporta 10 personas (4X4), 14 personas (6x6)